# Cod penal
Codul penal este actul normativ care reunește normele ce constituie dreptul comun în materia dreptului penal. Este un ansamblu al principalelor norme juridice care definesc infracțiunile și stabilesc sancționarea lor.
În România, legea penală e lipsită de caracter retroactiv cu excepția faptului că ar fi o lege penală mai blândă.
Cel mai vechi cod penal cunoscut în prezent este Codul lui Hammurabi.